# Etheostoma aquali
Etheostoma aquali är en fiskart som beskrevs av Williams och Etnier, 1978. Etheostoma aquali ingår i släktet Etheostoma och familjen abborrfiskar. IUCN kategoriserar arten globalt som sårbar. Inga underarter finns listade i Catalogue of Life.